# 1992年夏季残疾人奥林匹克运动会澳门代表团
1992年夏季残疾人奥林匹克运动会澳门代表团是澳门派出的1992年夏季残疾人奥林匹克运动会代表团。这是该地第二次参加残奥。未获得奖牌。